# Aorte thoracique
L'aorte thoracique (ou partie thoracique de l'aorte) est la partie de l'aorte descendante située dans le thorax. 

## Origine
L'aorte thoracique est en continuité avec l'arc de l'aorte au niveau du flanc gauche de la quatrième vertèbre thoracique.

## Terminologie
Parfois dans la littérature le terme aorte thoracique est utilisé pour désigne l'ensemble de l'aorte située au-dessus du diaphragme : aorte ascendante, plus l'arc de l'aorte et la partie thoracique de l'aorte descendante.

## Trajet
L'aorte thoracique descend légèrement en dedans et en avant dans le médiastin postérieur en se rapprochant de la ligne médiane.
Elle se termine devant le bord inférieur de la douzième vertèbre thoracique en traversant diaphragme à travers  le hiatus aortique pour se poursuivre par l'aorte abdominale.
Dans son trajet elle croise en arrière le pédicule pulmonaire gauche en suivant l’œsophage. L'œsophage se trouve à droite de l'aorte thoracique, plus bas il passe devant l'aorte, et finit par se situer à gauche.
Le diamètre de l'aorte thoracique est d'environ 2 à 2,5 cm chez l'adulte.

## Branches collatérales
L'aorte aortique donnent le long de son parcours les branches suivantes :
- les rameaux artériels bronchiques de l'aorte thoracique,
- les rameaux médiastinaux de l'aorte thoracique,
- les rameaux œsophagiens de l'aorte thoracique,
- les rameaux péricardiques de la partie thoracique de l'aorte,
- les artères phréniques supérieures,
- les artères sous-costales,
- les artères intercostales postérieures sauf les deux premières.

## Aspect clinique

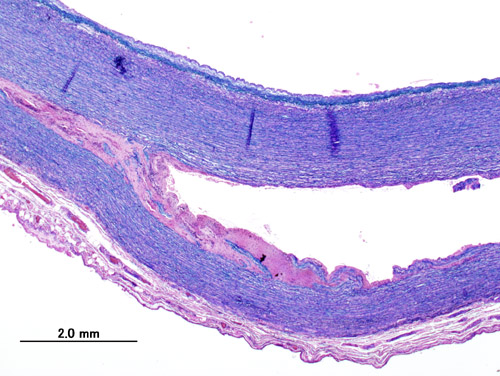
Image histopathologique d'un anévrisme disséquant de l'aorte thoracique descendante chez un patient sans preuve du trait de Marfan. L'aorte endommagée a été retirée chirurgicalement et remplacée par un vaisseau artificiel. Coloration au bleu Victoria et HE.

- Dissection aortique
- Anévrisme de l'aorte ascendante

## Galerie

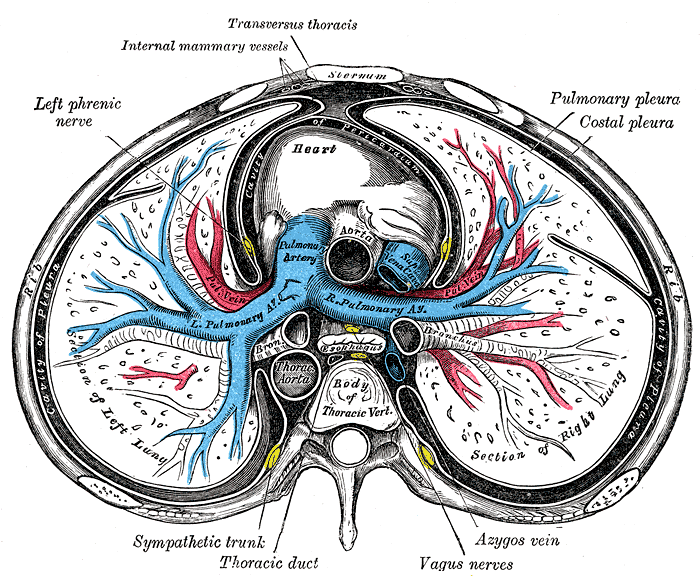
Section transversale du thorax, montrant les relations de l'artère pulmonaire.
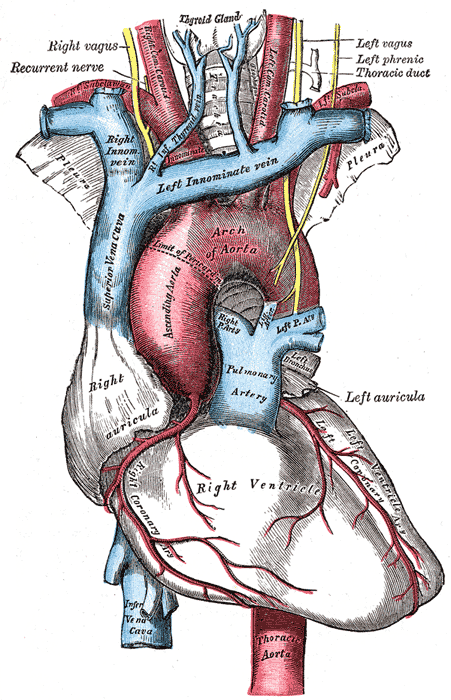
L'arc de l'aorte et ses branches.